# Arie Jan Haagen-Smit
Arie Jan Haagen-Smit (Utrecht, 22 de dezembro de 1900 — Pasadena, 17 de março de 1977) foi um químico neerlandês.